# Anoplius relativus
Anoplius relativus är en stekelart som först beskrevs av Fox.  Anoplius relativus ingår i släktet Anoplius och familjen vägsteklar. Inga underarter finns listade i Catalogue of Life.